# 議員宿舎

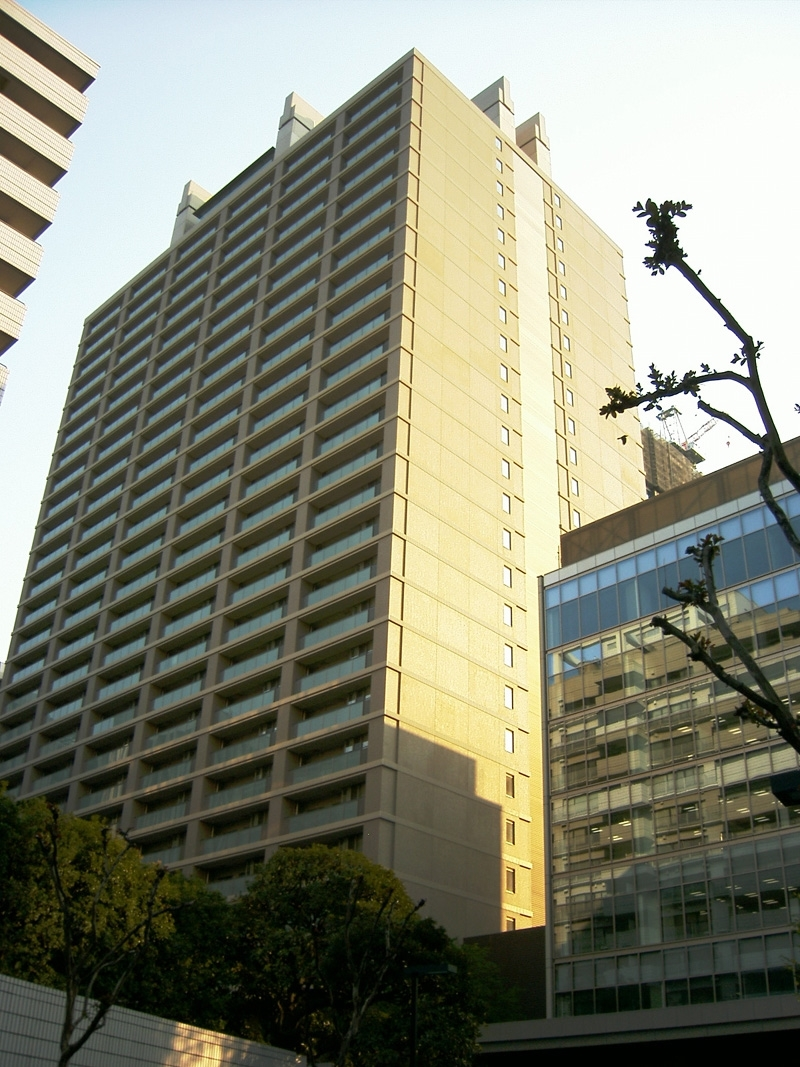
新赤坂宿舎

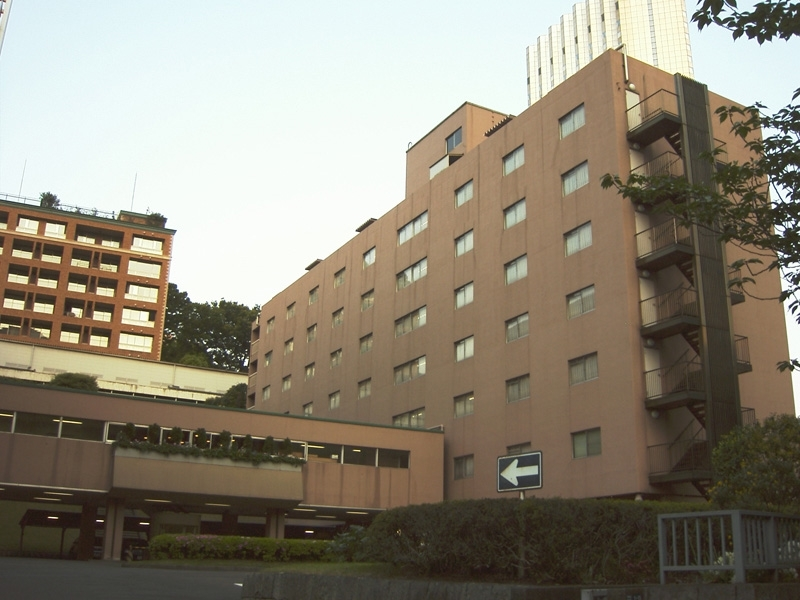
旧清水谷宿舎

議員宿舎（ぎいんしゅくしゃ）は、地方選出国会議員の在京生活を保障し、議員の職務を円滑に遂行するために設置されている寮施設である。形態はマンション。宿舎の使用料は国家公務員宿舎法に準じて各施設毎に異なる。東京都区部内に自宅を所有する議員は原則として入居できない。

## 衆議院議員宿舎
| 宿舎名                   | 所在地         | 完成年            | 戸数  | 階数               | 広さ          | 間取り | 設備                                                  | 家賃                    |
| ------------------------ | -------------- | ----------------- | ----- | ------------------ | ------------- | ------ | ----------------------------------------------------- | ----------------------- |
| 新赤坂宿舎               | 港区赤坂       | 2007年            | 300戸 | 地上28階・ 地下2階 | 82m²          | 3LDK   | 食堂、 会議室、 社交室、 医務室、 地下駐車場、 家具等 | 15万4000円              |
| 旧赤坂宿舎               | 港区赤坂       |                   | 150戸 |                    |               | 2LDK   |                                                       |                         |
| 旧九段宿舎（現存しない） | 千代田区富士見 | 1973年 （1975年） | 125戸 | 地上9階            | 82m² （81m²） | 3LDK   | 食堂、 冷暖房、 温水                                  | 6万3541円 （6万2766円） |
| 青山宿舎                 | 港区六本木     |                   | 40戸  |                    |               |        |                                                       |                         |

かつては 港区高輪に高輪宿舎（131戸、地上11階・地下1階）があったが、東日本大震災の復興財源に充てるため2011年9月財務省に管理が移った。2012年に東京都が東京都市計画道路幹線街路環状第4号線整備のため、100億円で購入した。
第99代内閣総理大臣の菅義偉は在任中、首相官邸に隣接する首相公邸には居住せず衆院議員宿舎から通勤を続けていた。

## 参議院議員宿舎
| 宿舎名       | 所在地            | 完成年                     | 戸数                 | 階数            | 広さ                 | 間取り             | 設備                    | 家賃                                | 座標                                  |
| ------------ | ----------------- | -------------------------- | -------------------- | --------------- | -------------------- | ------------------ | ----------------------- | ----------------------------------- | ------------------------------------- |
| 新清水谷宿舎 | 千代田区紀尾井町  | 2021年                     | 56戸                 | 地上7階 地下1階 | 81m² 56m²            | 3LDK 1LDK          | 食堂 売店 会議室 駐車場 | 15万8006円 10万9239円               | 北緯35度40分50.3秒 東経139度44分10秒  |
| 麹町宿舎     | 千代田区麹町4丁目 | 1983年 （1985年、 1997年） | 40戸 （54戸、 52戸） |                 | 66m² （80m²、 75m²） | 2DK （3DK、 2LDK） |                         | 3万1057円 （6万1640円、 6万4966円） | 北緯35度40分59.2秒 東経139度44分8.2秒 |

清水谷宿舎は、老朽化を理由に、東側に高層16階建て、3LDK（約80平米）の所帯用の新清水谷宿舎の移転計画が進められていた。これに対し、紀尾井町の住民からは「建築反対」「建築賛成」の両意見が出されている。
建築反対派は、予定地は紀尾井町の名の由来である紀州藩邸跡で、奇跡的に江戸時代から残った美しい自然林もあり、史跡・自然を保護するべきであると主張している。一方、建築賛成派は、周辺地域は江戸時代は武家屋敷、商人屋敷が立ち並んでいた地であり、反対運動を行っている住民の居住地も、大半が古くからの家屋敷跡であり、自らも自然を破壊して居住しているのだから、建築に反対するなら、まずは住民自らが範を垂れ、自ら住居を取り壊して屋敷跡を復元するべきと意見している。
また、上述のように実態は地元vs地元の争いであるが、賛成派のバックには建設業者及びそれを支援する国会議員が、反対派のバックには、「地元vs地元」の争いを「住民vs国家行政」の争いに転嫁しようとしている付近住民、及びそれを支援する都行政がおり、住民・行政・マスコミを巻き込んだ大騒動となった。
当初2007年（平成19年）7月の着工が予定されていたが、東京都知事石原慎太郎と副知事猪瀬直樹が風致地区指定を解除していないため、着工には至らなかった。完成した場合、3LDK・79㎡・80戸・赤坂宿舎並の家賃になると予定されていた。
2014年（平成26年）6月、与野党の議院運営委員によるプロジェクトチーム（PT）が検討を再開し、2015年（平成27年）度予算に調査費約2000万円が盛り込まれた。清水谷宿舎の建て替えは7年間凍結されてきたが、与野党合意によって復活し、2016年（平成28年）度予算案に設計費が計上され、参議院事務局は2016年（平成28年）度予算の概算要求に設計費4500万円を計上した。2017年（平成29年）度に着工、2020年（令和2年）3月2日から入居を開始。また、2021年（令和3年）に低層階にテナント入居予定の民間の食堂と売店店舗については一般にも使用可能としており、テナント賃料を宿舎運営に充てがう予定。
議員の他に、外国駐在から戻った外務省職員（外交官）などが一時的に居住する場合もある。

## 問題点
- 都心の一等地にありながら、民間相場からかけ離れた家賃の安さ（月額9万2127円で入れる新赤坂宿舎の場合、近隣で同じ広さの賃貸住宅の民間相場は月額約50万円である）には批判が集まっている。ただし、国会議員は議員活動を円滑に進め、また、東京から遠い地方を地盤とする議員にも配慮は必要で、また有事の際の国会の緊急召集などを考慮しなければならないため、宿舎の存在自体に批判があるわけではない。
- 港区の新赤坂宿舎が2007年4月1日から入居開始となった。民主党の鳩山由紀夫幹事長は「民主党議員はあの宿舎に住まない」と発言し、これに対して自民党の中川秀直幹事長から「あの議員宿舎の建設には民主党も賛成している」と猛反発を受け、鳩山幹事長は先の発言を撤回している。これらの事態を受けて、2007年4月3日には自民党の逢沢一郎衆議院議運委員長が入居を促す異例の談話を行なっている。
- 新赤坂宿舎に関して、2007年4月23日の衆議院決算行政監視委員会において、新党大地の鈴木宗男は「家賃が月9万2127円という安さが問題だ」としている。
- 参議院新清水谷議員宿舎に対して苦情を言った地元住民らの個人情報を参議院事務局が議員宿舎建設に賛成する地元町会幹部らに提供していたことが判明した。
- また、議員宿舎に対して議員を送り迎えするドライバーたちがエンジンを付けっぱなしにし駐車違反にならないように車内で待機していることが多く[注 4]、地元住民からの苦情が多い。
- 2025年1月下旬、アメリカ合衆国訪問から帰国した岩屋毅外相が議員宿舎に帰宅したところ自室で面識のない女性と鉢合わせし、岩屋が女性に帰るよう促し事なきを得るという事件が発生。岩屋は部屋の鍵をかけていなかったが不審者が敷地内に侵入したということに変わりはなく、林芳正官房長官が記者会見で警戒強化を行うと表明した[6]。

## 不祥事
- 民主党衆議院議員中井洽が愛人に赤坂議員宿舎のカードキーを渡していた事が2010年4月1日発売の週刊新潮2010年4月8日号によって暴露された。本来、国会議員のために提供されている議員宿舎が、議員以外の他人に使われている実態が暴露されている。カードキーの交付はかなり厳格で、申請の際には使用者の名前を登録しなければならないといい、中井が規則に違反してカードキーを貸与した可能性もある。また家族以外の部外者をみだりに入れてはいけないとされているが、社民党幹事長（当時）の又市征治が2007年6月21日に発売された「週刊新潮（6月28日号）」において、愛人との密会に用いたとの記事[7]が報道されたり[8]、2009年1月に自民党の鴻池祥肇が、2011年5月に後藤田正純が妻ではない女性を入室させていたことが明らかになった[9]。
- フライデーや週刊新潮によると、自民党の参議院議員三原じゅん子が男性秘書のマンションで同棲している期間に両親を議員宿舎に住まわせていたことが明らかになり、後に両親は退去した[10]。
- 2012年12月の衆議院選挙で当選した自民党の宮川典子（山梨県第1区選出）には青山宿舎があてがわれたが、築年数の浅い新赤坂宿舎への入居を希望し青山宿舎への入居を拒否し続けた。
- 法務大臣に就任した松島みどりは、東京都第14区選出で墨田区に自宅マンションを保有しながら「大臣をやるには遠すぎる」との理由で赤坂宿舎に入居。この問題を追及された松島は警備上の問題から許可を得て入居したと説明したが、週末には自宅に帰っていたことが発覚した[11][12]。
- 2017年9月、公明党参議院議員で復興副大臣の長沢広明が知人女性に議員宿舎の鍵を貸し、宿泊させた事が週刊文春に報道され、公明党を離党したのち議員辞職した。[13]。
- 西日本豪雨が発生した2018年7月5日に、自民党所属の衆議院議員が「赤坂自民亭」と称する飲み会を開き、その様子を参加者がTwitterに投稿したが、大規模災害の最中に飲酒していたことが問題になった。
- 2020年3月、山本朋広防衛副大臣が、大災害発生に備えて東京に残る「在京当番」の際に、本来入居すべき議員宿舎ではなく防衛省近くの市ヶ谷のホテルに住み続けていたことが判明。しかも宿泊費が支給されていた[14]。

## 日本国外の例
日本国外の議員宿舎の事例として、ロシア・中華人民共和国に存在するが例は少ない。フランスでは議員宿舎の代わりに住宅手当が支給されている。台湾ではワンルームタイプの議員宿舎が存在する。